# 辐射对称动物
辐射对称动物（拉丁名：Radiata）是一個已棄用的動物分類單元，包含多类身体呈辐射对称的动物，在舊時的分類體系中与两侧对称动物共同组成了真后生动物。根据当前的系統發育研究，辐射对称动物无法构成单系群，被认为是早期研究人员的错误歸類。這些動物的共同特征或為趋同进化的结果，並不代表擁有共同祖先。